# Pachyneurella nitida
Pachyneurella nitida är en tvåvingeart som först beskrevs av Malloch 1912.  Pachyneurella nitida ingår i släktet Pachyneurella och familjen puckelflugor.
Artens utbredningsområde är Guatemala. Inga underarter finns listade i Catalogue of Life.